# اریک گابریل ملارتین
اریک گابریل ملارتین (انگلیسی: Erik Gabriel Melartin; ۱۱ ژانویهٔ ۱۷۸۰ – ۸ ژوئیهٔ ۱۸۴۷) کشیش اهل فنلاند بود.